# جشن دونگ‌ژی

جشن دونگ‌ژی (انگلیسی: Dongzhi Festival) یکی از مهمترین جشنواره‌های چینی و آسیای شرقی است که توسط چینی‌ها، ژاپنی‌ها، کره‌ای‌ها و ویتنامی‌ها در دوره انقلاب زمستانی در ۲۲ دسامبر یا حدود آن (طبق زمان شرق آسیا) جشن گرفته می‌شود. بعد از این جشن، روزهایی با ساعات روشنایی بیشتر و در نتیجه افزایش انرژی مثبت در جریان خواهد بود. در شمال چین، مردم معمولاً در شب یلدا دامپلینگ می‌خورند. ریشه‌های این جشنواره را می‌توان در فلسفه تعادل و هماهنگی در جهان یین و یانگ جستجو کرد. ژاپنی‌ها به آداب و رسوم سنتی در شب یلدا، تُوجی می‌گویند.

## ژاپن
بعضی از ژاپنی‌ها در بلندترین شب سال آداب و رسومی دارند که به آن تُوجی می‌گویند. این شب ممکن است مصادف با شب ۲۲ یا ۲۱ ماه دسامبر باشد که بلندترین شب سال است و بعد از آن روزها بلندتر و شب‌ها کوتاه‌تر شده و به تدریج بر سردی هوا افزوده می‌شود. در برخی از مناطق ژاپن در شب یلدا کدو حلوایی می‌خورند که سرشار از ویتامین است و معتقدند با خوردن آن بدن در سال آینده سرحال و سالم می‌ماند. در بعضی از مناطق دیگر مردم اعتقاد دارند که در شب یلدا باید غذایی بخورند که حرف آخر آن «ن» باشد مثل میکان (نارنگی) یا یک نوع سبزی به نام «رنکون» (ریشه نیلوفر آبی). بعضی از مردم اعتقاد دارند که با خوردن «رنکون» در آینده خوشبخت می‌شوند. عده ای در شب یلدا وان حمام را پر از آب می‌کنند و داخل آن بالنگ (یک نوع میوه) می‌اندازند سپس در آن می‌نشینند و اعتقاد دارند که نشستن در وانی که در آن بالنگ انداخته‌اند سبب می‌شود که ناخوشی‌ها و بلایا از بدن دور شود و در سال نو تنی سالم داشته باشند. عده ای نیز اعتقاد دارند که رفتن در این آب سبب می‌شود که در زمستان سرد از سرماخوردگی مصون بمانند و بیمار نشوند و با سلامتی این فصل را سپری کنند.